# Georges Goven
Pour les articles homonymes, voir Goven (homonymie).
Georges Goven, né le 26 avril 1948 à Lyon, est un joueur et entraîneur de tennis français.

## Carrière
Jeune joueur, il est licencié au SC Lyon, avec lequel il remporte les titres de 4e, 3e et 2e divisions. Puis, il intègre la section tennis du Racing Club de France. Le 17 septembre 1967, à Bruxelles, il remporte la Coupe du Marché commun (qui deviendra très vite la Coupe d'Europe des clubs champions), face aux Italiens de Canottieri-Oriola. Plus tard, ils s'adjugent la Coupe Intercontinentale, en battant Porto Alegre au Brésil.
En 1965, il remporte le tournoi du Grand Chelem junior des championnats d'Australie, le futur Open d'Australie. Son meilleur classement ATP en simple a été 56e, en 1973. Il atteint cinq finales en tournois, néanmoins il remporte plusieurs titres qui ne sont pas comptabilisés par l'ATP comme le Tournoi international de Lyon sur courts couverts. En double, il atteint six finales pour un titre, à Palerme en 1971. Son meilleur classement en double est une place de 336e en 1983. Il prend sa retraite de joueur professionnel en 1985.
Il fut la victime de Pancho Gonzales quand le joueur américain est devenu le champion le plus âgé de l'ATP en remportant les finales du tournoi de Des Moines quand il avait 43 ans et huit mois.
Il a été notamment capitaine de l'équipe de France de Coupe Davis puis de l'équipe de France de Fed Cup. Il a également entraîné Tatiana Golovin, Kristina Mladenovic et Alizé Cornet.

## Palmarès

### Finales en simple messieurs
| No | Date       | Nom et lieu du tournoi                         | Catégorie  | Dotation | Surface      | Vainqueur        | Score                   |  |
| -- | ---------- | ---------------------------------------------- | ---------- | -------- | ------------ | ---------------- | ----------------------- |  |
| 1  | 13-07-1970 | Swedish Open, Båstad                           |            | NC $     | Terre (ext.) | Dick Crealy      | 6-3, 6-1, 6-1           |  |
| 2  | 26-04-1971 | Catania Open, Catane                           | Grand Prix | NC $     | Terre (ext.) | Jan Kodeš        | 6-3, 6-0, 6-2           |  |
| 3  | 06-02-1972 | Tournoi de tennis de Des Moines, Des Moines    |            | NC $     | Dur (int.)   | Pancho Gonzales  | 3-6, 4-6, 6-3, 6-4, 6-2 |  |
| 4  | 13-08-1973 | US Men's Clay Court Championship, Indianapolis |            | 90 000 $ | Terre (ext.) | Manuel Orantes   | 6-4, 6-1, 6-4           |  |
| 5  | 12-05-1975 | Tournoi de tennis de Florence, Florence        |            | 25 000 $ | Terre (ext.) | Paolo Bertolucci | 6-3, 6-4                |  |

### Titre en double messieurs
| No | Date       | Nom et lieu du tournoi              | Catégorie | Surface      | Partenaire     | Finalistes              | Score    |  |
| -- | ---------- | ----------------------------------- | --------- | ------------ | -------------- | ----------------------- | -------- |  |
| 1  | 19-04-1971 | Tournoi de tennis de Sicile Palerme |           | Terre (ext.) | Pierre Barthès | Ilie Năstase Ion Țiriac | 6-2, 6-3 |  |

### Finales en double messieurs
| No | Date       | Nom et lieu du tournoi                          | Catégorie           | Dotation  | Surface         | Vainqueurs                | Partenaire        | Score              |  |
| -- | ---------- | ----------------------------------------------- | ------------------- | --------- | --------------- | ------------------------- | ----------------- | ------------------ |  |
| 1  | 06-02-1972 | Tournoi de tennis de Des Moines Des Moines      |                     | NC $      | Dur (int.)      | Jim Osborne Jim McManus   | Thomaz Koch       | 6-2, 6-3           |  |
| 2  | 27-03-1972 | Tournoi de tennis d'Afrique du Sud Johannesburg |                     | NC $      | Dur (ext.)      | Bob Hewitt Frew McMillan  | Raymond Moore     | 6-2, 6-2, 6-4      |  |
| 3  | 04-12-1972 | Tournoi de tennis de Brisbane Brisbane          |                     | NC $      | Dur (ext.)      | Ross Case Geoff Masters   | Wanaro N'Godrella | 6-2, 6-7, 6-2, 7-6 |  |
| 4  | 16-04-1973 | Tournoi de tennis de Monte-Carlo Monte-Carlo    | Championship Series | 20 000 $  | Terre (ext.)    | Juan Gisbert Ilie Năstase | Patrick Proisy    | 6-2, 6-2, 6-2      |  |
| 5  | 21-01-1974 | Tournoi de tennis de Philadelphie Philadelphie  | Championship Series | 100 000 $ | Moquette (int.) | Pat Cramer Mike Estep     | J. Chanfreau      | 6-1, 6-1           |  |
| 6  | 05-08-1974 | Volvo International Bretton Woods               |                     | NC $      | Terre (ext.)    | Rod Laver Jeff Borowiak   | François Jauffret | 6-3, 6-2           |  |

## Résultats en Grand Chelem

### En simple
En 1977, l'Open d'Australie se joue en décembre et en janvier puis jusqu'en 1987 en décembre, mais Georges Goven n'y a pas participé.
| Année | Open d'Australie | Open d'Australie | Roland-Garros   | Roland-Garros        | Wimbledon       | Wimbledon         | US Open         | US Open         |
| ----- | ---------------- | ---------------- | --------------- | -------------------- | --------------- | ----------------- | --------------- | --------------- |
| 1965  | 1/8 de finale    | John Newcombe    | -               | -                    | -               | -                 | -               | -               |
| 1966  | -                | -                | 3e tour (1/16)  | Juan Gisbert         | 3e tour (1/16)  | Cliff Ritchey     | -               | -               |
| 1967  | -                | -                | 1er tour (1/64) | Harald Elschenbroich | -               | -                 | 1er tour (1/64) | Roy Emerson     |
| 1968  | -                | -                | 2e tour (1/32)  | Cliff Richey         | 2e tour (1/32)  | Torben Ulrich     | -               | -               |
| 1969  | -                | -                | 3e tour (1/16)  | Tom Okker            | 2e tour (1/32)  | Bill Bowrey       | 1er tour (1/64) | Roger Taylor    |
| 1970  | -                | -                | 1/2 finale      | Jan Kodeš            | 1er tour (1/64) | Bob Lutz          | 2e tour (1/32)  | Dennis Ralston  |
| 1971  | -                | -                | 1/8 de finale   | Arthur Ashe          | 3e tour (1/16)  | Joaquín Loyo Mayo | 1er tour (1/64) | Nikola Pilić    |
| 1972  | -                | -                | 2e tour (1/32)  | Boro Jovanović       | 1er tour (1/64) | Manuel Orantes    | 2e tour (1/32)  | Paul Gerken     |
| 1973  | 3e tour (1/16)   | John Newcombe    | 1er tour (1/64) | Stan Smith           | -               | -                 | 1er tour (1/64) | Erik van Dillen |
| 1974  | -                | -                | 3e tour (1/16)  | Ilie Năstase         | 1er tour (1/64) | John Newcombe     | 2e tour (1/32)  | Syd Ball        |
| 1975  | -                | -                | 3e tour (1/16)  | Harold Solomon       | 1er tour (1/64) | Jan Kodeš         | 3e tour (1/16)  | Jimmy Connors   |
| 1976  | -                | -                | 1er tour (1/64) | Trey Waltke          | 1er tour (1/64) | Haroon Rahim      | -               | -               |
| 1977  | -                | -                | 1er tour (1/64) | Raúl Ramírez         | -               | -                 | -               | -               |
| 1978  | en décembre      | en décembre      | 2e tour (1/32)  | Tim Gullikson        | -               | -                 | 1er tour (1/64) | Bill Scanlon    |
| 1979  | en décembre      | en décembre      | 1er tour (1/64) | Gianni Ocleppo       | -               | -                 | -               | -               |
| 1980  | en décembre      | en décembre      | 1er tour (1/64) | Ferdi Taygan         | -               | -                 | -               | -               |
| 1981  | en décembre      | en décembre      | 1er tour (1/64) | Peter McNamara       | -               | -                 | -               | -               |
| 1982  | en décembre      | en décembre      | 1er tour (1/64) | Pablo Arraya         | 1er tour (1/64) | Colin Dowdeswell  | 1er tour (1/64) | Jaime Fillol    |
| 1983  | en décembre      | en décembre      | -               | -                    | -               | -                 | -               | -               |
| 1984  | en décembre      | en décembre      | 1er tour (1/64) | Kent Carlsson        | -               | -                 | -               | -               |

### En double
| Année | Roland-Garros | Roland-Garros | Wimbledon                        | Wimbledon                          | US Open | US Open | Open d'Australie | Open d'Australie |
| 1969  | -             | -             | 2e tour (1/16) Wanaro N'Godrella | István Gulyás Nicky Kalogeropoulos | -       | -       | -                | -                |

## Autres performances
- Tournoi de Paris : demi-finaliste en 1970

## Victoires sur le top 10
- Bat Ken Rosewall no 1 mi-novembre 1970 à Paris 7-6, 6-2 en salle. Cette année-là les spécialistes classent l'Australien no 1 mondial en fin d'année.
- Bat Ilie Năstase no 7 mondial ATP à Paris en septembre 1977 (6-4, 2-6, 6-4) avec l'aide de la raquette spaghetti[3].
- Bat Vitas Gerulaitis no 5 mondial ATP à Florence en mai 1983 (6-3, 6-4).